# Grotte de Geumganggul
 (juin 2018).
La Grotte de Geumganggul est une grotte située dans le parc national de Seoraksan à Sokcho en Corée du Sud. 
Elle est creusée dans les rochers de la montagne et se trouve à environ 600 mètres d'altitude. 
C'était un lieu de culte. Il y a une statue de Bouddha. Il est aussi possible d'y trouver de l'eau de la montagne. Le chemin pour aller dans la grotte est assez raide, et nécessite de passer par un escalier pentu pour l'atteindre. L'entrée de la grotte donne vue sur la vallée.
Il faut environ 2 heures[Comment ?] du temple de Sinheungsa à la grotte de Geumganggul, en passant par les rochers de Biseondae.